# Ojeador
Un ojeador o scouter es un profesional encargado de realizar la observación y evaluación de deportistas, ya sea jóvenes o no, con el propósito de identificar talento que pueda ser incorporado al equipo al que representa.

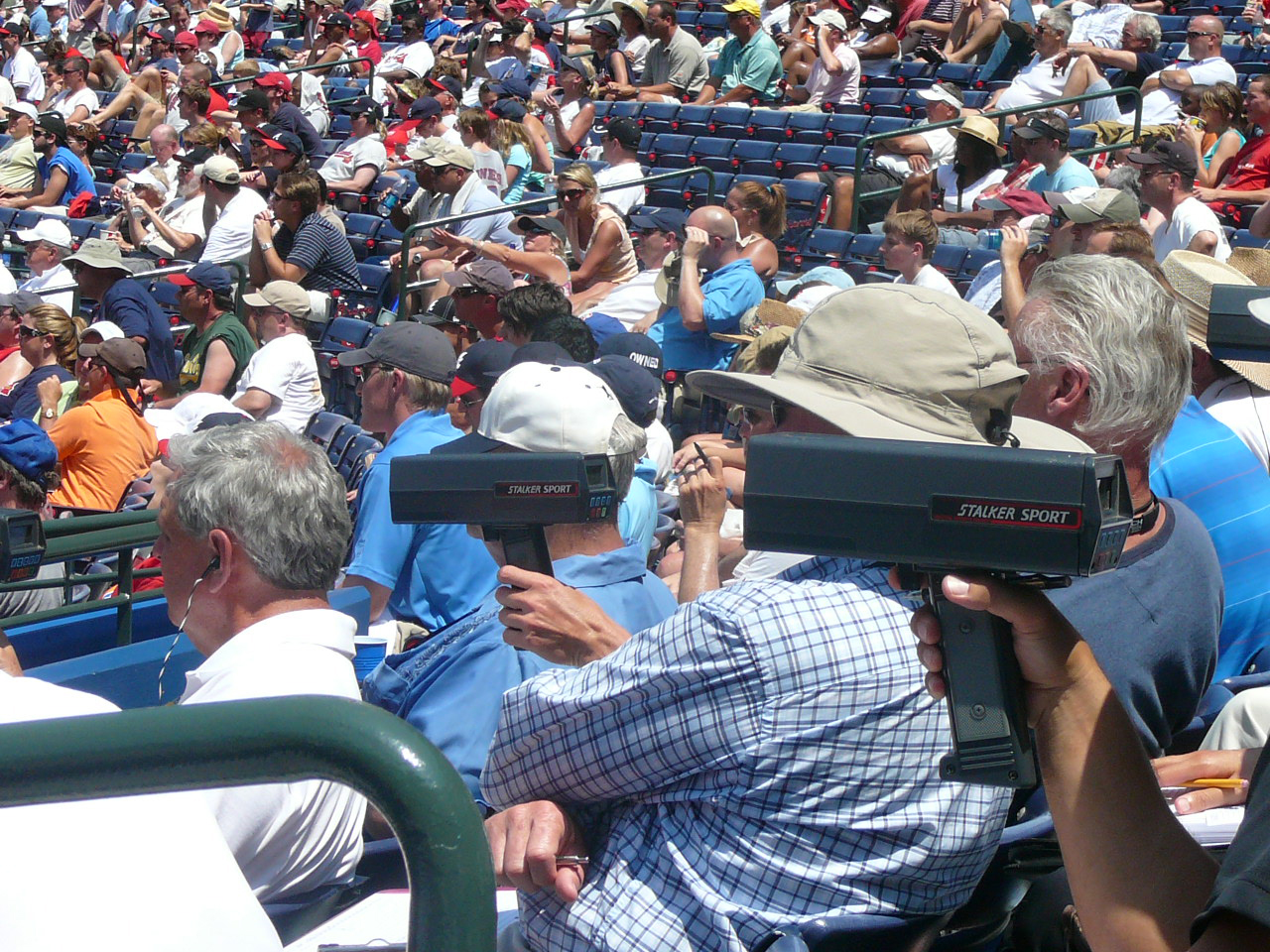
Ojeadores de béisbol usando radar de control de velocidad en un juego en Turner Field, en 2008.

Este rol combina el uso de herramientas informáticas con la asistencia a eventos deportivos en vivo. El ojeador lleva a cabo esta labor de manera constante, aunque los períodos de fichajes suelen estar limitados en la mayoría de los deportes.
Para desempeñar su función, el ojeador debe poseer una habilidad destacada para predecir la futura adaptación y progresión de un jugador dentro de su equipo. Es necesario que sea capaz de separar sus emociones y tomar decisiones basadas en criterios racionales que se ajusten a las necesidades del equipo. Además, debe tener un conocimiento profundo de las actitudes personales del deportista que está evaluando.